# Neu-Wien (Walzer)

Titelblatt

Neu-Wien  ist ein Walzer von Johann Strauss Sohn (op. 342). Er wurde als Chorwerk für den Wiener Männergesangverein komponiert und am 13. Februar 1870, dem Narrenabend des Vereins, im Dianabad-Saal in Wien uraufgeführt.